# Sportwagen-Weltmeisterschaft 1974

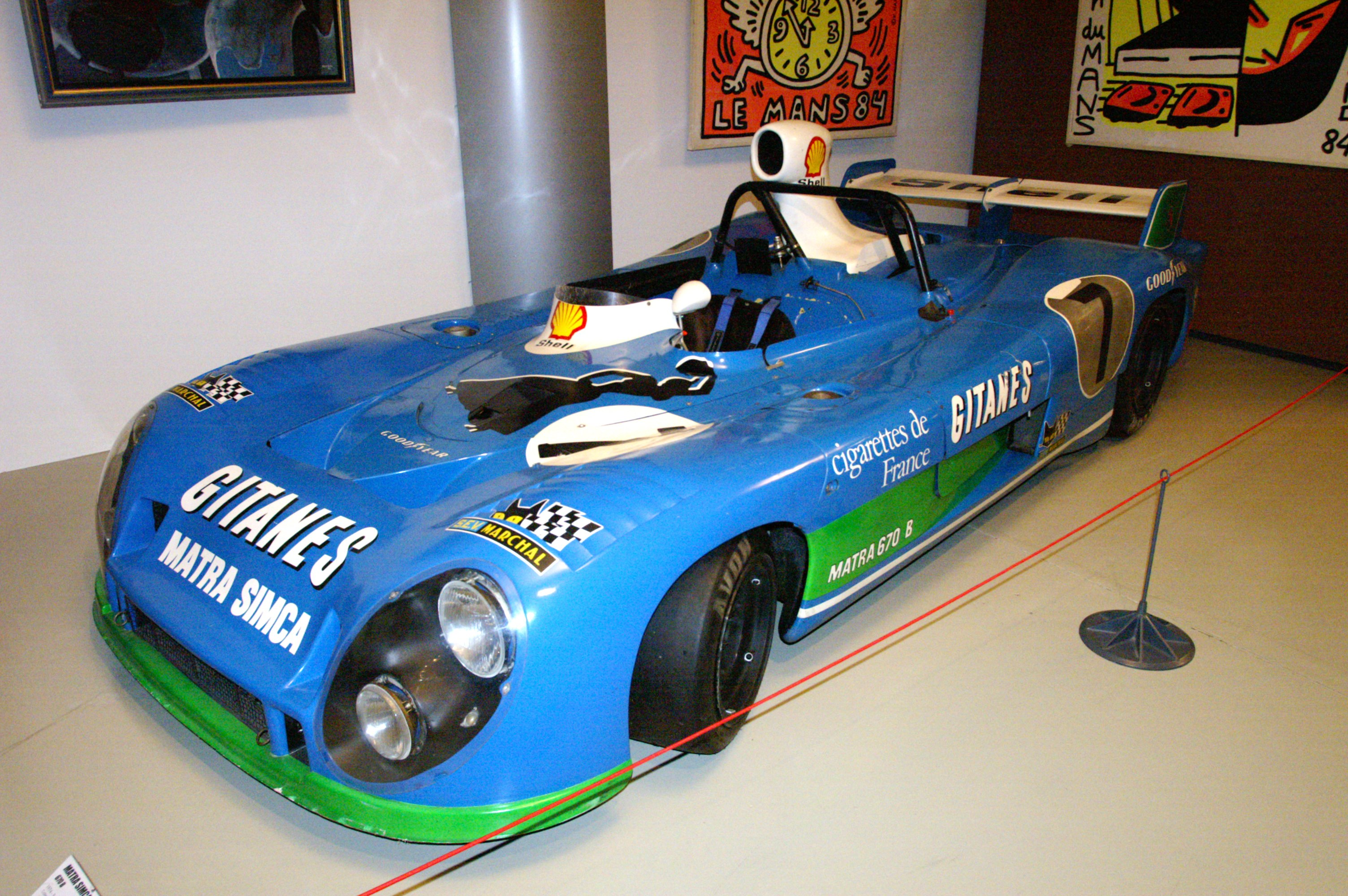
Matra MS670B, Siegerwagen des 24-Stunden-Rennens von Le Mans 1974

Die Sportwagen-Weltmeisterschaft 1974 war die 22. Saison dieser Meisterschaft. Sie begann am 25. April und endete am 9. November 1974.

## Meisterschaft
Die Weltmeisterschaft 1974 stand ganz im Zeichen der Werkswagen von Matra Sports. Von den zehn Wertungsläufen der Saison gewannen die Prototypen, die in Romorantin-Lanthenay im französischen Département Loir-et-Cher montiert wurden, nicht weniger als neun. Nur bei der Saisoneröffnung in Monza gab es einen anderen Gesamtsieger, da beide gemeldeten Matra-Simca MS670C wegen technischer Defekte ausfielen. Auf dem Autodromo Nazionale Monza siegten Arturo Merzario und Mario Andretti für Alfa Romeo. Nach dem zweiten Weltmeistertitel in Folge beendete Matra nach dem 6-Stunden-Rennen von Kyalami das Engagement im Sportwagensport.

## Rennkalender
| Nr. | Datum          | Rennname / Rennstrecke                                              | Team           | Gesamtsieger                            | Fahrzeug             | Meisterschaft |
| --- | -------------- | ------------------------------------------------------------------- | -------------- | --------------------------------------- | -------------------- | ------------- |
| 1   | 25. April      | 1000-km-Rennen von Monza (Autodromo Nazionale Monza)                | Autodelta SpA  | Arturo Merzario Mario Andretti          | Alfa Romeo T33/TT/12 | Alle          |
| 2   | 5. Mai         | 1000-km-Rennen von Spa-Francorchamps (Circuit de Spa-Francorchamps) | Equipe Gitanes | Jacky Ickx Jean-Pierre Jarier           | Matra-Simca MS670C   | Alle          |
| 3   | 19. Mai        | 1000-km-Rennen auf dem Nürburgring (Nürburgring)                    | Equipe Gitanes | Jean-Pierre Beltoise Jean-Pierre Jarier | Matra-Simca MS670C   | Alle          |
| 4   | 2. Juni        | 1000-km-Rennen von Imola (Autodromo Enzo e Dino Ferrari)            | Equipe Gitanes | Gérard Larrousse Henri Pescarolo        | Matra-Simca MS670C   | Alle          |
| 5   | 15. – 16. Juni | 24-Stunden-Rennen von Le Mans (Circuit des 24 Heures)               | Equipe Gitanes | Gérard Larrousse Henri Pescarolo        | Matra-Simca MS670C   | Alle          |
| 6   | 30. Juni       | 1000-km-Rennen von Zeltweg (Österreichring)                         | Equipe Gitanes | Gérard Larrousse Henri Pescarolo        | Matra-Simca MS670C   | Alle          |
| 7   | 13. Juli       | 6-Stunden-Rennen von Watkins Glen (Watkins Glen International)      | Equipe Gitanes | Jean-Pierre Beltoise Jean-Pierre Jarier | Matra-Simca MS670C   | Alle          |
| 8   | 15. August     | 1000-km-Rennen von Le Castellet (Circuit Paul Ricard)               | Equipe Gitanes | Jean-Pierre Beltoise Jean-Pierre Jarier | Matra-Simca MS670C   | Alle          |
| 9   | 29. September  | 1000-km-Rennen von Brands Hatch (Brands Hatch)                      | Equipe Gitanes | Jean-Pierre Beltoise Jean-Pierre Jarier | Matra-Simca MS670C   | Alle          |
| 10  | 9. November    | 6-Stunden-Rennen von Kyalami (Kyalami Grand Prix Circuit)           | Equipe Gitanes | Gérard Larrousse Henri Pescarolo        | Matra-Simca MS670C   | Alle          |

## Meisterschaft der Konstrukteure

### Marken-Weltmeisterschaft
| Position | Konstrukteur | 1    | 2  | 3  | 4  | 5  | 6  | 7  | 8  | 9    | 10 | Gesamt |
| -------- | ------------ | ---- | -- | -- | -- | -- | -- | -- | -- | ---- | -- | ------ |
| 1        | Matra        |      | 20 | 20 | 20 | 20 | 20 | 20 | 20 | (20) | 20 | 140    |
| 2        | Mirage       | (10) | 15 | 10 |    | 10 | 10 |    | 12 | 12   | 12 | 81     |
| 3        | Porsche      | 8    | 12 |    | 8  | 15 |    | 15 | 10 |      |    | 68     |
| 4        | Alfa Romeo   | 20   |    | 15 | 15 |    | 15 |    |    |      |    | 65     |
| 5        | Chevron      | 1    |    | 3  | 2  |    | 4  |    |    | 10   | 10 | 30     |
| 6        | Ligier       | 3    |    |    |    | 3  |    |    | 6  |      |    | 12     |
| 7        | Lola         | 6    |    |    |    |    |    |    |    | 1    | 3  | 10     |
| 8        | Ferrari      |      |    |    |    | 8  |    |    |    |      |    | 8      |
| 9        | March        |      |    |    |    |    |    |    |    | 3    |    | 3      |
| 10=      | Alpine       |      |    | 1  |    |    |    |    |    |      |    | 1      |
| 10=      | Ecosse       |      |    |    |    |    |    |    |    |      | 1  | 1      |

### Internationaler Cup für GT-Fahrzeuge
| Position | Konstrukteur | 1  | 2  | 3  | 4  | 5    | 6  | 7  | 8  | 9    | 10   | Gesamt |
| -------- | ------------ | -- | -- | -- | -- | ---- | -- | -- | -- | ---- | ---- | ------ |
| 1        | Porsche      | 20 | 20 | 20 | 20 | (12) | 20 | 20 | 20 | (20) | (20) | 140    |
| 2        | Ferrari      |    |    |    |    | 20   |    |    |    |      |      | 20     |
| 3        | De Tomaso    |    |    |    | 10 |      |    |    |    |      |      | 10     |
| 4        | Chevrolet    |    |    |    |    | 1    |    | 6  | 1  |      |      | 8      |
| 5        | BMW          |    | 3  |    |    |      |    |    |    |      |      | 3      |